# Przełącznik rozruchowy
Przełącznik rozruchowy – łącznik manewrowy silnikowy zdolny do rozruchu lub także do zabezpieczania silników.